# 聖佛蘭士街

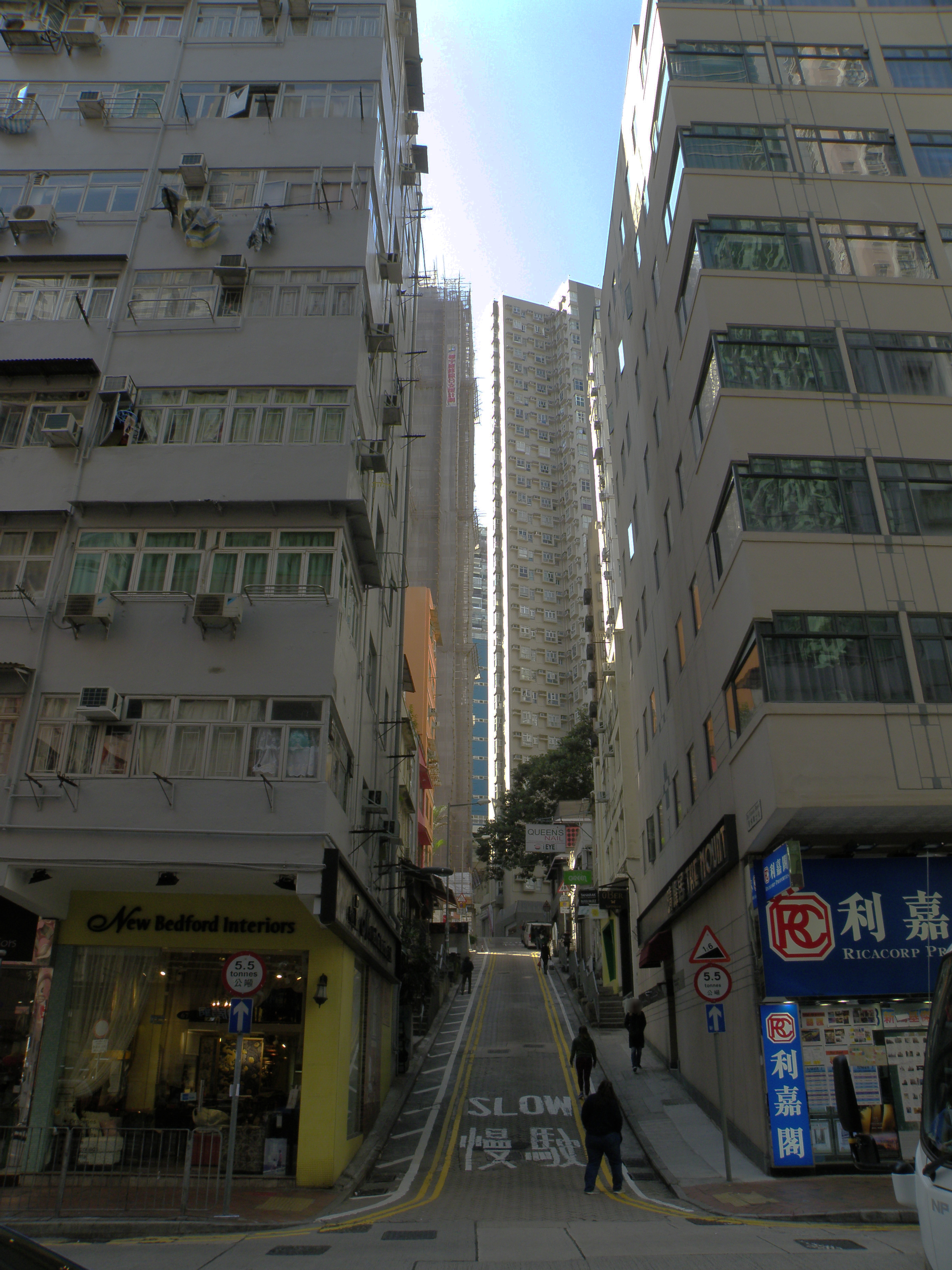
聖佛蘭士街

聖佛蘭士街（英語：St. Francis Street），是位於香港島灣仔區灣仔的一條上山行車街道，因一間於重光後結業的同名醫院為名，一說（見日街條目）因鄰近的聖方濟小堂（St. Francis Xavier's Chapel）而命名，兩者俱位於現時嘉諾撒聖方濟各書院範圍。街道的北端位於皇后大道東65號，見對面街的機利臣街。街道中端近進教圍東接秀華坊，為一非行車路。聖佛蘭士街的南端與半山上的星街東端交架，在萬豪閣之東邊及嘉諾撒聖方濟各學校附近止。
聖佛蘭士街不是填海地，單線由北向南行車，車路兩旁漆有交通雙黃線及交通單白線。開埠時是一個墳場，戰後港英政府在此興建房屋時，發現大量完整無缺的骨頭。

## 鄰近
- 進教圍
- 光明街 (香港)

## 相集

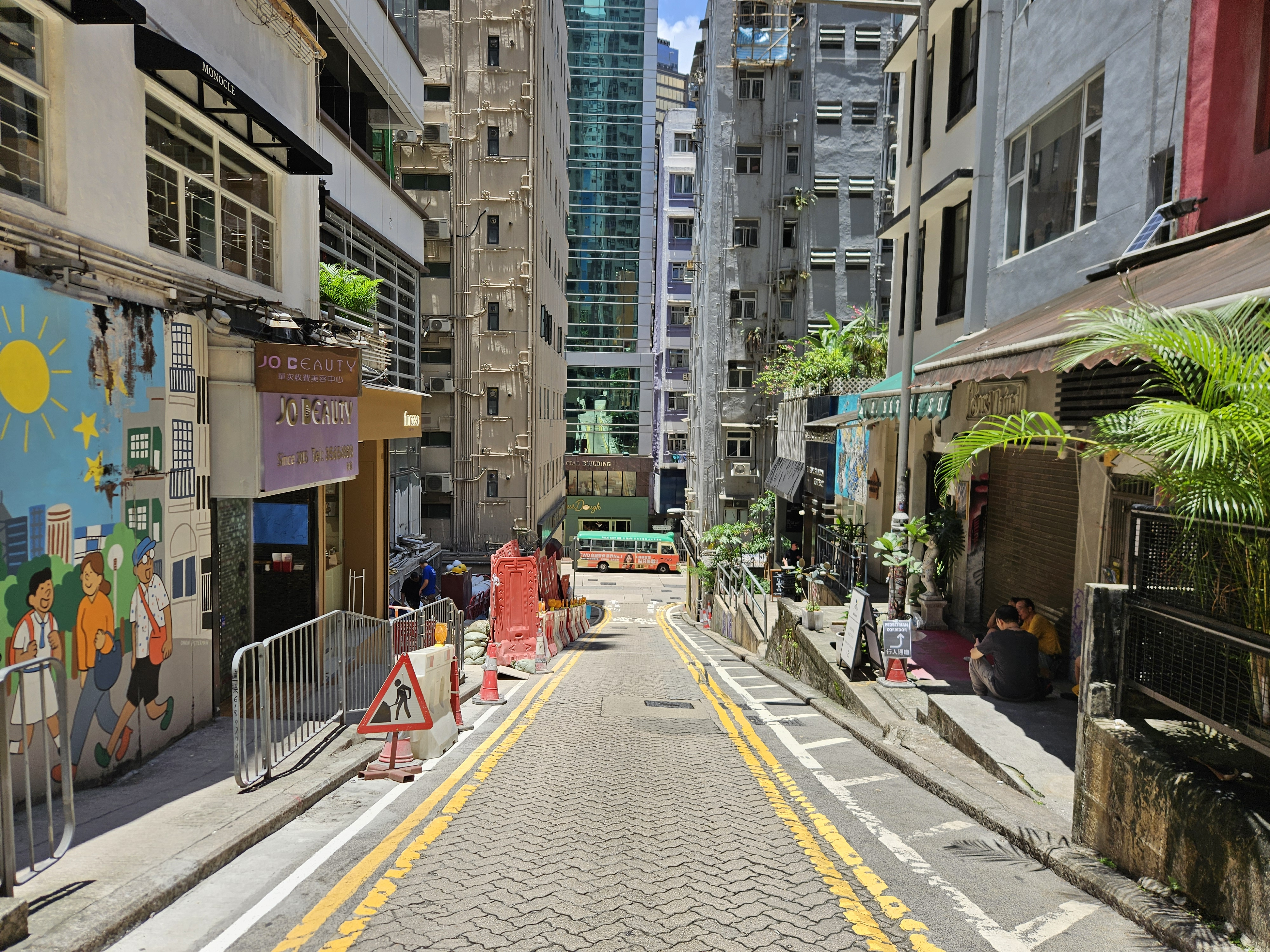
聖佛蘭士街南端向北望
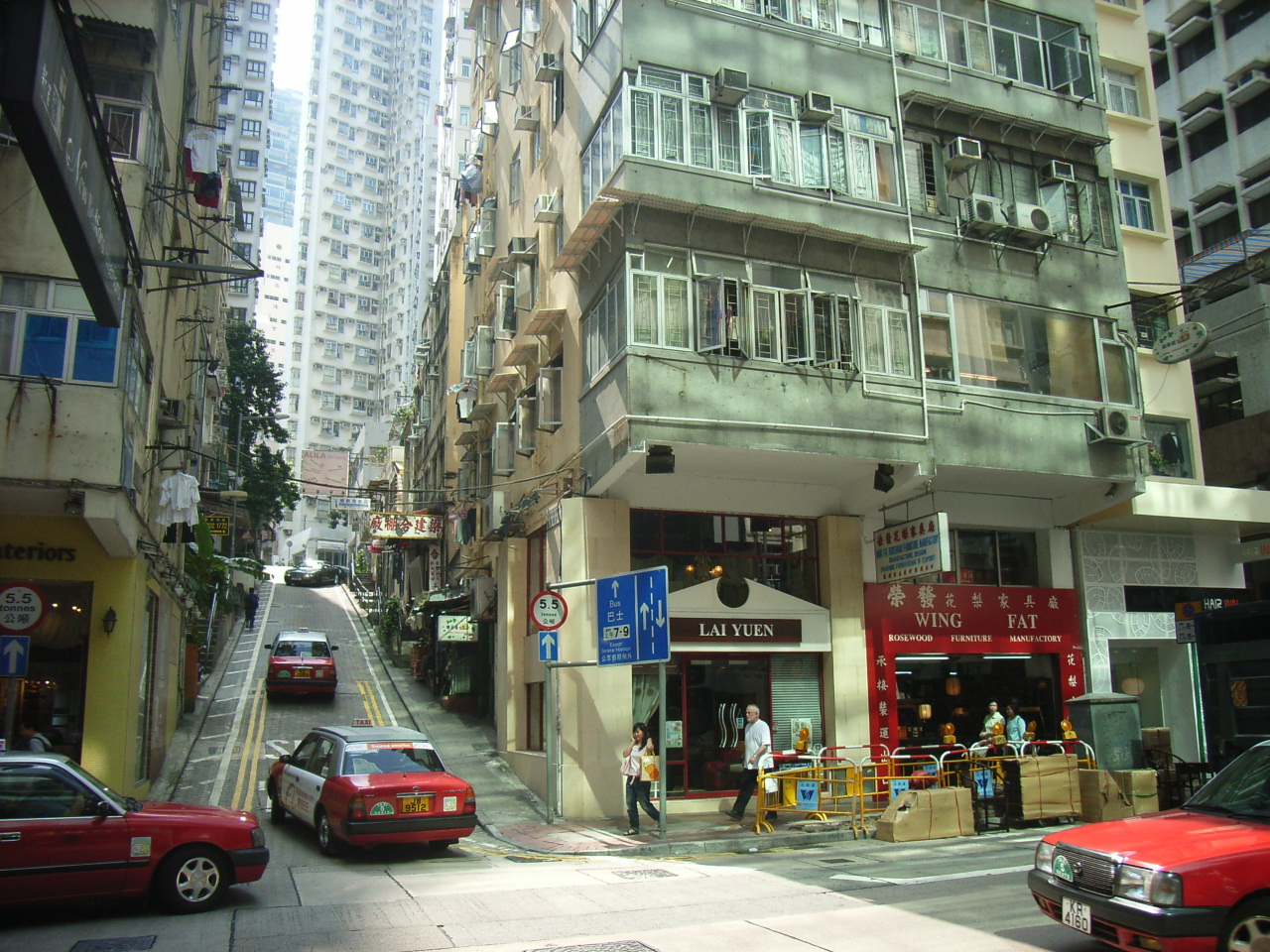
由機利臣街南望的 聖佛蘭士街
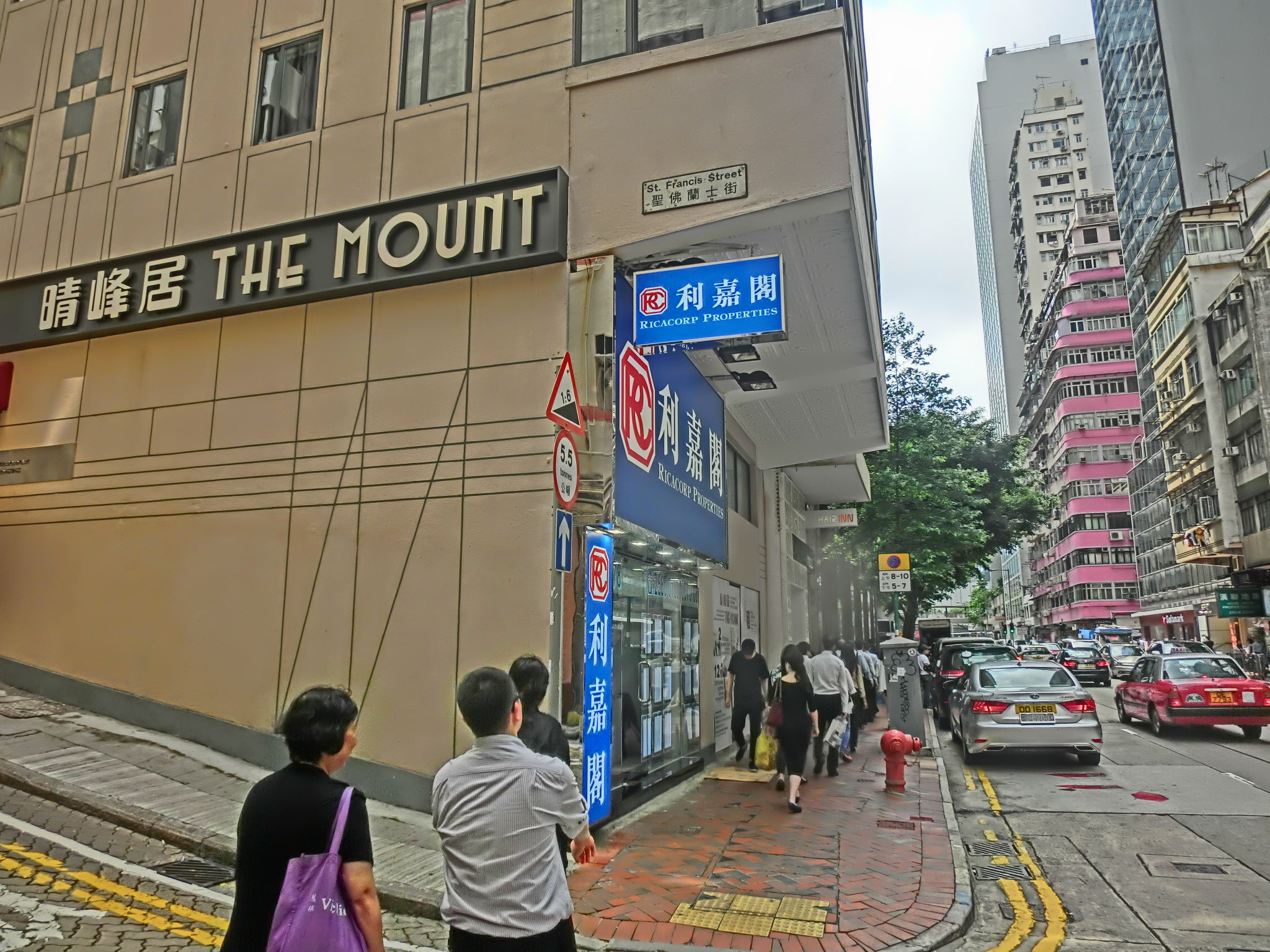
近皇后大道東街口，一幢唐樓外牆立面大維修後，改名為晴峰居
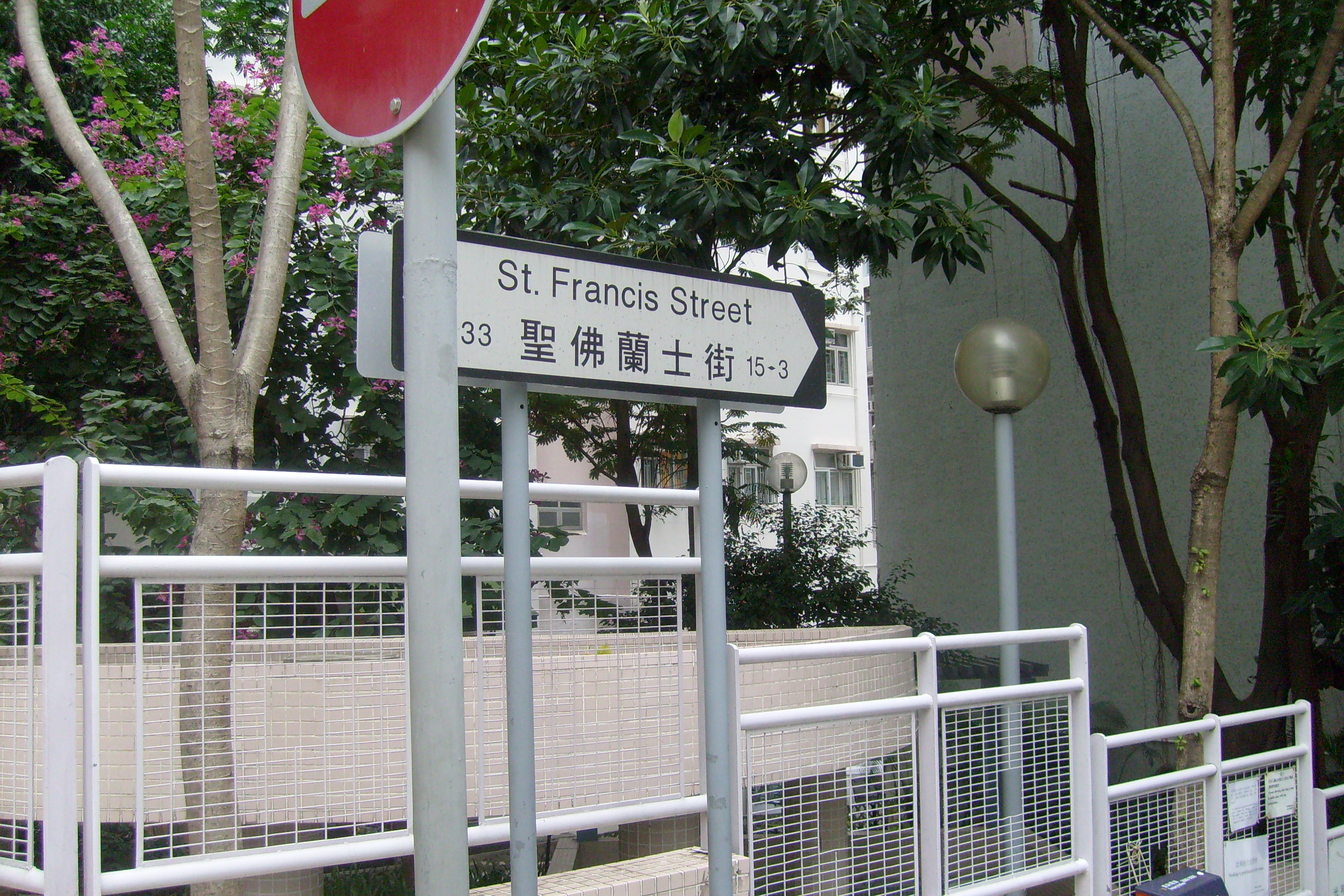
聖佛蘭士街路牌
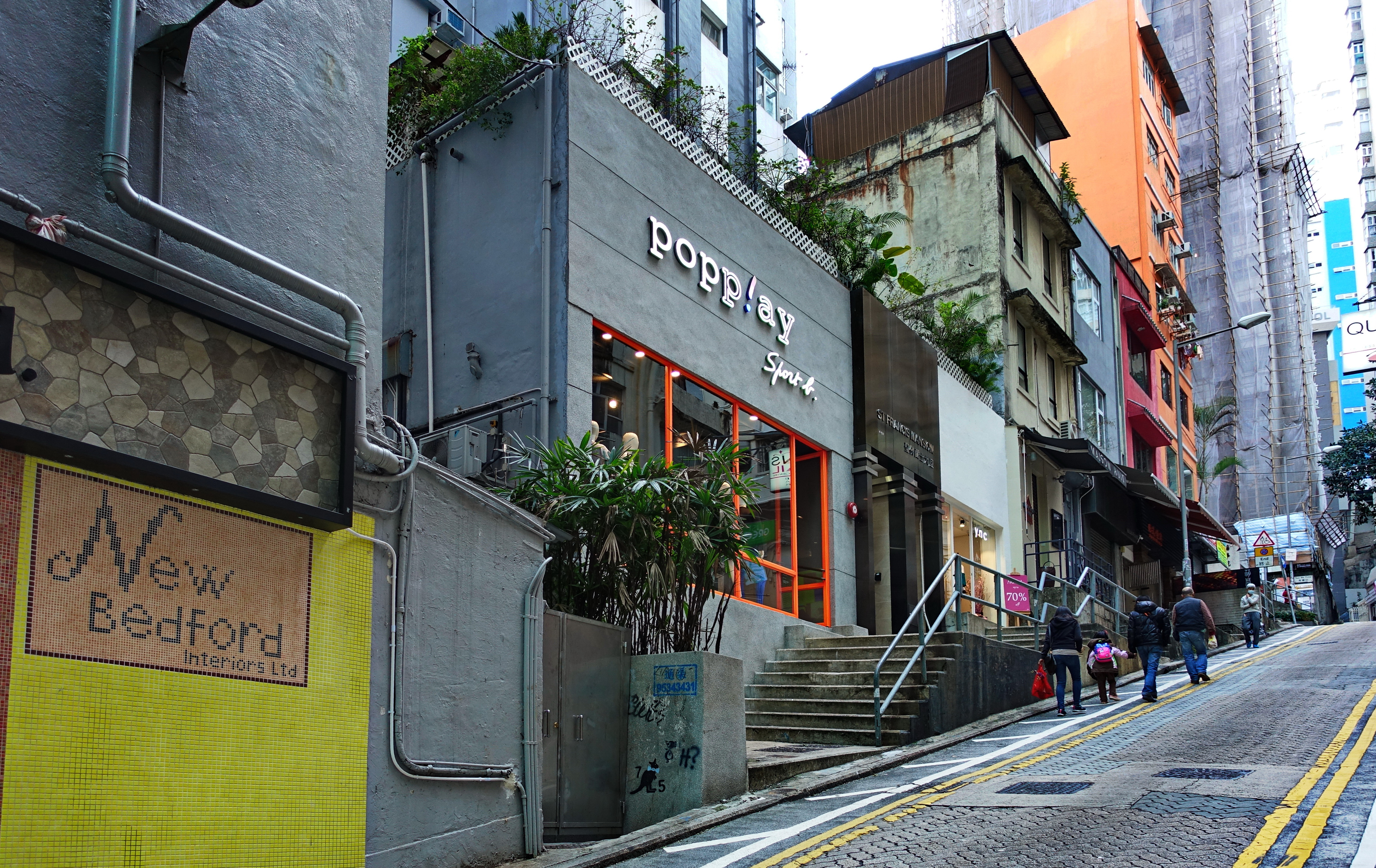
從皇后大道東望向聖佛蘭士街

## 外部連結
- 香港灣仔聖佛蘭士街的地圖 （页面存档备份，存于）
- 灣仔中目黑小店生活態度 聖佛蘭士街．時裝共榮圈

22°16′33″N 114°10′09″E / 22.2758279°N 114.169144°E